# ラーマーヤナ
- ラマヤナ

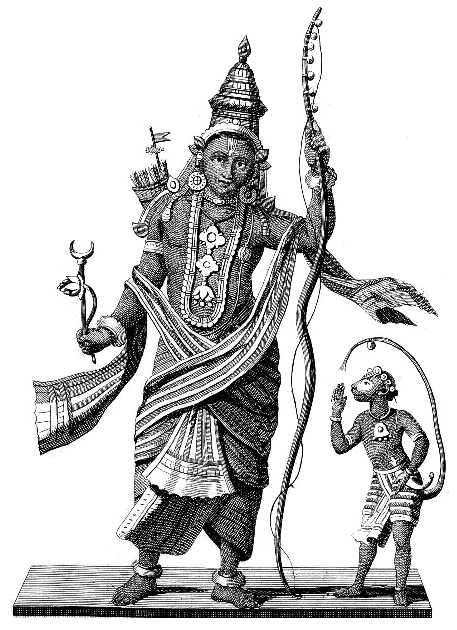
ラーマ王子とハヌマーン

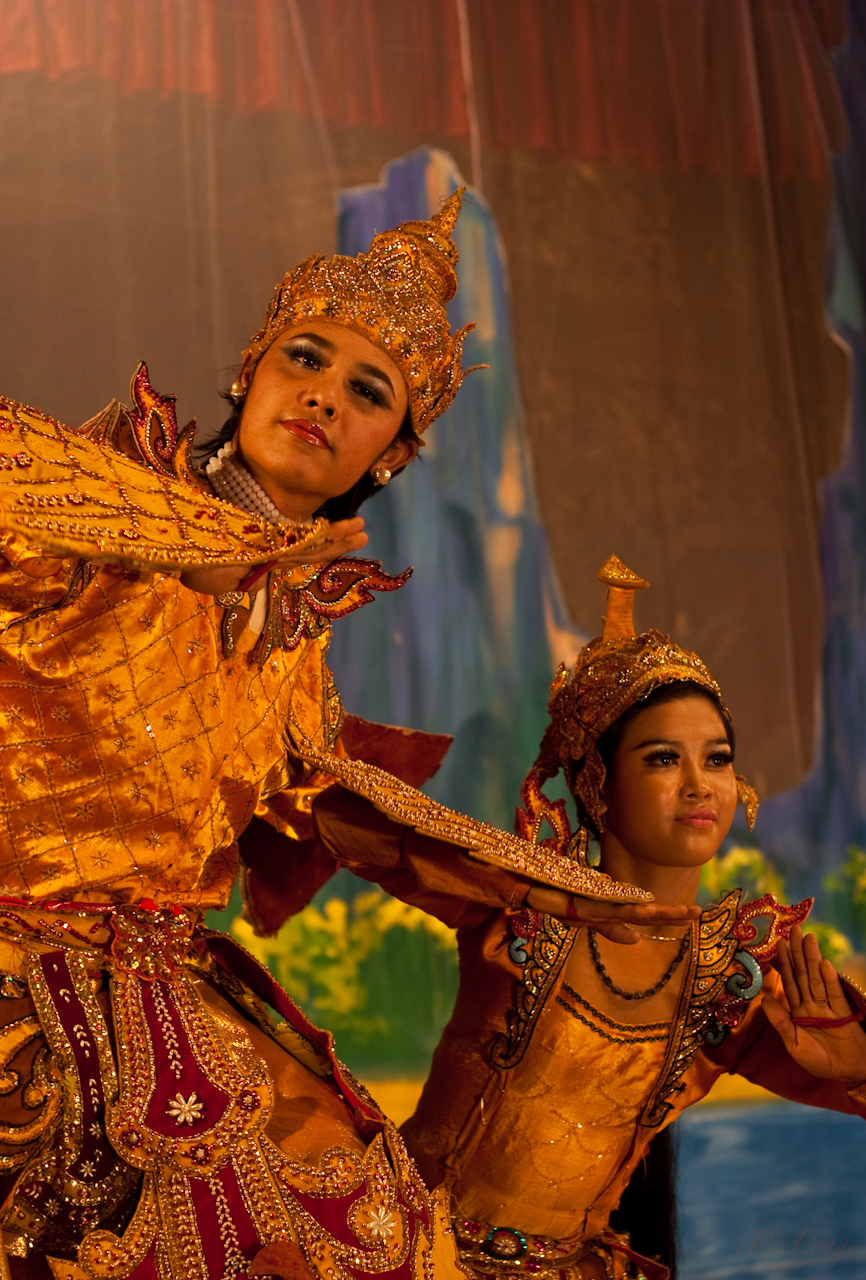
ラーマとシーター（ミャンマーの演劇）

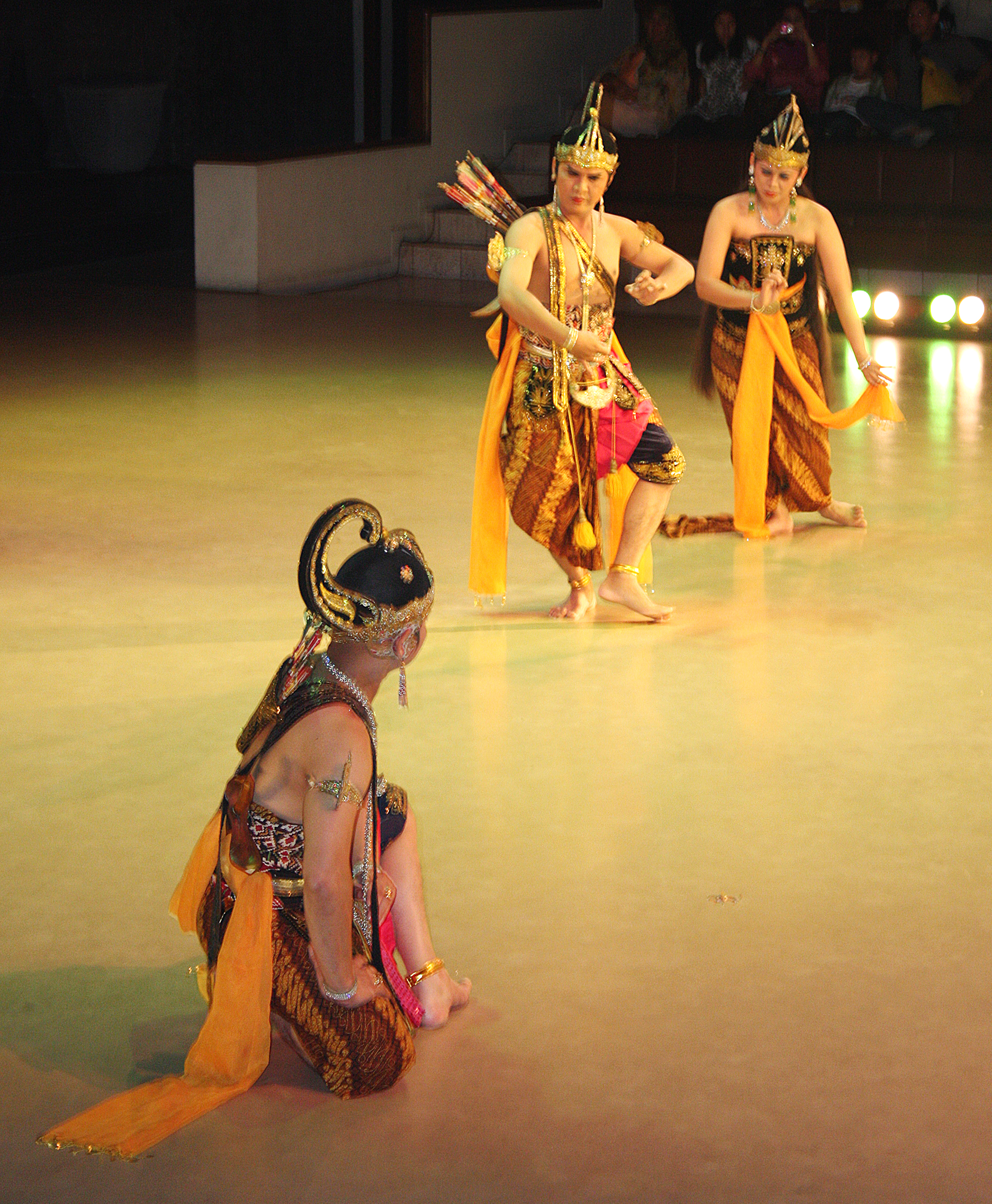
ダンダカの森のラーマと弟ラクシュマナとシーター（ジャワ舞踊）

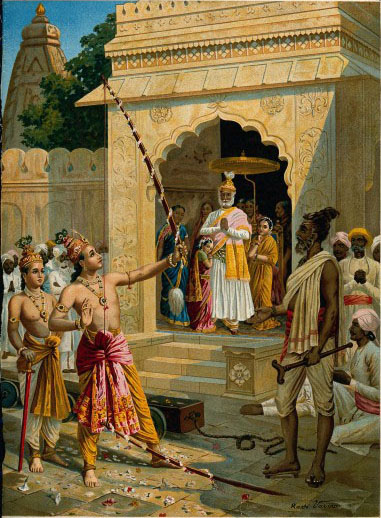
ラーマがシーターを勝ち取るため弓を折るシーン

『ラーマーヤナ』（サンスクリット語: रामायणम्, ラテン文字転写: Rāmāyaṇam, 英語: Ramayana）は、古代インドの大長編叙事詩。ヒンドゥー教の聖典の一つであり、『マハーバーラタ』と並ぶインド2大叙事詩の一つである。サンスクリットで書かれ、全7巻、総行数は聖書にも並ぶ48,000行に及ぶ。成立は紀元3世紀頃で、詩人ヴァールミーキが、ヒンドゥー教の神話と古代英雄コーサラ国のラーマ王子の伝説を編纂したものとされる。
この叙事詩は、ラーマ王子が、誘拐された妻シーターを奪還すべく大軍を率いて、ラークシャサの王ラーヴァナに挑む姿を描いている。ラーマーヤナの意味は「ラーマ王行状記」。
現代でも、ラーマーヤナは、絵画、彫刻、建築、音楽、舞踏、演劇、映画など多くの分野で、インドのみならず、当時同じサンスクリット圏であり古くからインド文化を取り入れてきた東南アジア一円に深く浸透し影響力を持っており、特に、古代インドからもたらされた王権を強調する思想は、支配階級のみならず、民衆の間でも広く親しまれている。
なお、編纂された紀元3世紀当時のクシャトリヤ勢力の台頭を反映し、この叙事詩で活躍する人物は全てクシャトリヤである。また、ラーマーヤナの核心部分は第2巻から第6巻とされ、その成立は紀元前4-5世紀頃で、第1巻と第7巻よりも古い。

## 内容

### 第1巻 バーラ・カーンダ（少年の巻）
子供のいないダシャラタ王は盛大な馬祀祭を催し、王子誕生を祈願した。おりしも世界はラークシャサ（仏教では羅刹とされる）の王ラーヴァナの脅威に苦しめられていたため、ヴィシュヌはラーヴァナ討伐のためダシャラタ王の王子として生まれることとなった。こうしてカウサリヤー妃からラーマ王子、カイケーイー妃からバラタ王子、スミトラー妃からラクシュマナとシャトルグナの2王子がそれぞれ生まれた。成長したラーマはリシ（聖賢）ヴィシュヴァーミトラのお供をしてミティラーのジャナカ王を訪問したが、ラーマはそこで王の娘シーターと出会い、結婚した。

### 第2巻 アヨーディヤ・カーンダ（アヨーディヤの巻）
ダシャラタ王の妃カイケーイーにはマンタラーという侍女がいた。ラーマの即位を知ったマンタラーは妃にラーマ王子への猜疑心を起こさせ、ダシャラタ王にラーマをダンダカの森に追放し、バラタ王子の即位を願うように説得した（ダシャラタ王はカイケーイー妃にどんな願いでも2つまで叶えることを約束したことがあった）。ラーマはこの願いを快く受け入れ、シーター、ラクシュマナを伴って王宮を出た。しかしダシャラタ王は悲しみのあまり絶命してしまった。

### 第3巻 アラニヤ・カーンダ（森林の巻）
ダンダカの森にやってきたラーマは鳥王ジャターユと親交を結んだ。またラーマは森を徘徊していたラークシャサを追い払った。ところがシュールパナカーはこれをうらみ、兄であるラークシャサ王ラーヴァナにシーターを奪うようにそそのかした。そこでラーヴァナは魔術師マーリーチャに美しい黄金色の鹿に化けさせ、シーターの周りで戯れさせた。シーターはこれを見て驚き、ラーマとラクシュマナに捕らえるようせがんだ。そしてラーヴァナは2人がシーターのそばを離れた隙にシーターをさらって逃げた。このとき鳥王ジャターユが止めに入ったが、ラーヴァナに倒された。

### 第4巻 キシュキンダー・カーンダ（キシュキンダーの巻）
ラーマはリシュヤムーカ山を訪れて、ヴァナラ族のスグリーヴァと親交を結んだ。ラーマは王国を追われたスグリーヴァのために猿王ヴァーリンを倒した。スグリーヴァはラーマの恩に報いるため、各地の猿を召集し、全世界にシーターの捜索隊を派遣した。その中で、南に向かったアンガダ、ハヌマーンの1隊はサムパーティからシーターの居場所が南海中のランカー（島のこと。セイロン島とされる）であることを教わる。

### 第5巻 スンダラ・カーンダ（美の巻）
風神ヴァーユの子であるハヌマーンは、海岸から跳躍してランカーに渡り、シーターを発見する。ハヌマーンは自分がラーマの使者である証を見せ、やがてラーマが猿の軍勢を率いて救出にやってくるであろうと告げた。ハヌマーンはラークシャサらに発見され、インドラジットに捕らえられたが、自ら束縛を解き、ランカーの都市を炎上させて帰還した。

### 第6巻 ユッダ・カーンダ（戦争の巻）
ランカーではヴィビーシャナがシーターを返還するよう主張したが聞き入られなかったため、ラーマ軍に投降した。ここにラーマとラーヴァナとの間に大戦争が起きた。猿軍はインドラジットによって大きな被害を受けながらも次第にラークシャサ軍を圧倒していき、インドラジットが倒された後、ラーヴァナもラーマによって討たれた。ラーマはヴィビーシャナをランカーの王とし、シーターとともにアヨーディヤに帰還した。

### 第7巻 ウッタラ・カーンダ（後の巻）
ラーマの即位後、人々の間ではラーヴァナに捕らわれていたシーターの貞潔についての疑いが噂された。それを知ったラーマは苦しんで、シーターを王宮より追放した。シーターは聖者ヴァールミーキのもとで暮すこととなり、そこでラーマの2子クシャとラヴァを生んだ。後にラーマは、シーターに対して、シーター自身の貞潔の証明を申し入れた。シーターは大地に向かって訴え、貞潔ならば大地が自分を受け入れるよう願った。すると大地が割れて女神グラニーが現れ、
シーターの貞潔を認め、シーターは大地の中に消えていった。ラーマは嘆き悲しんだが、その後、妃を迎えることなく世を去った。

### 訳注ほか
- 『ラーマーヤナ』 阿部知二訳[4]、河出書房新社「世界文学全集」、1966年、新版1980年 - 英訳版を元にした、松山俊太郎が協力した
- 『ラーマーヤナ』（1・2） 岩本裕訳、平凡社東洋文庫、1980-85年 - 第2巻刊行後に訳者が没し未完
- 『ラーマーヤナ　インド古典物語』（上下） 河田清史訳著、第三文明社〈レグルス文庫〉、新版2013年。概説、電子書籍で再刊
- 『ワルミキ・ラーマヤン』（2巻組） 池田運訳[5]、講談社ビジネスパートナーズ、2014年
- 『ラーマーヤナ　インド神話物語』（上下） デーヴァダッタ・パトナーヤク 文・画、沖田瑞穂監訳・上京恵訳、原書房、2020年。物語解説

## 関連文献

### 研究
- 『ラーマーヤナの宇宙－伝承と民族造形』 金子量重・坂田貞二・鈴木正崇編、春秋社、1998年

### 入門書
- 長谷川明『インド神話入門』新潮社〈とんぼの本〉、1987年。ISBN 978-4106019531。
ラーマーヤナ、マハーバーラタ、ヒンドゥー教の基本と、その他仏教、イスラム教、キリスト教との関連をまとめた図版本。
- 『ゼロからわかるインド神話』文庫ぎんが堂・イースト・プレス文庫、2019年4月(新版) – かみゆ歴史編集部編著
- 沖田瑞穂編訳『インド神話』 岩波少年文庫、2020年。ISBN 978-4001142532

### 漫画版
- 永井豪『神話大戦』 1（ラーマーヤナ編・上）、徳間書店、1996年。ISBN 978-4198604325。
- 永井豪『神話大戦』 2（ラーマーヤナ編・下）、徳間書店、1996年。ISBN 978-4198604677。

## ギャラリー

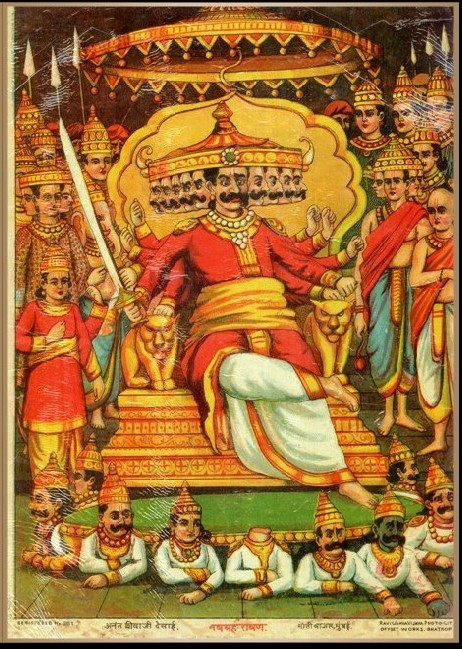
ラークシャサの王ラーヴァナ
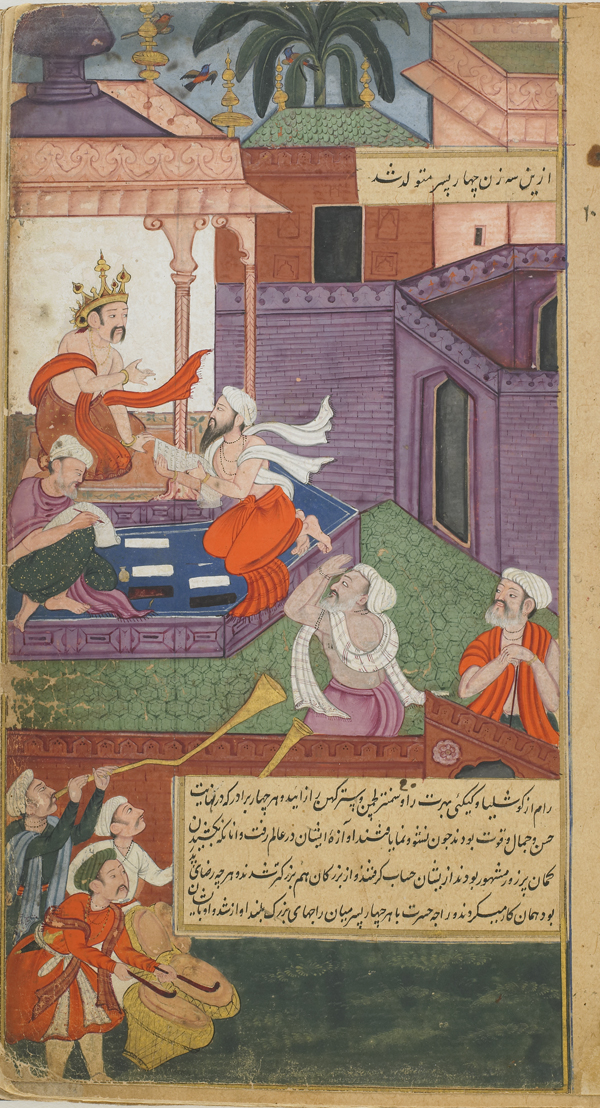
4人の王子の誕生を祝うダシャラタ王
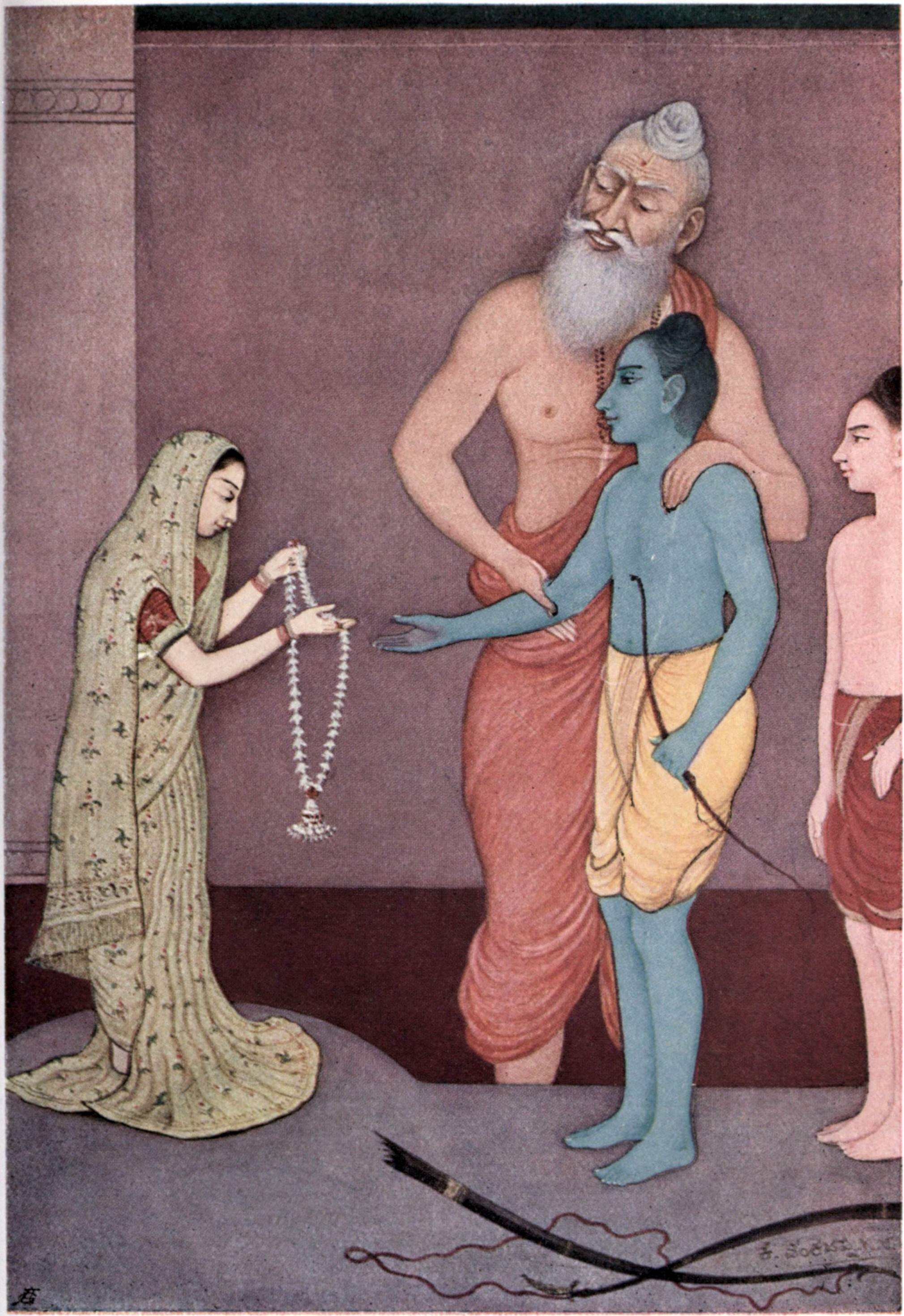
ラーマとシータの結婚
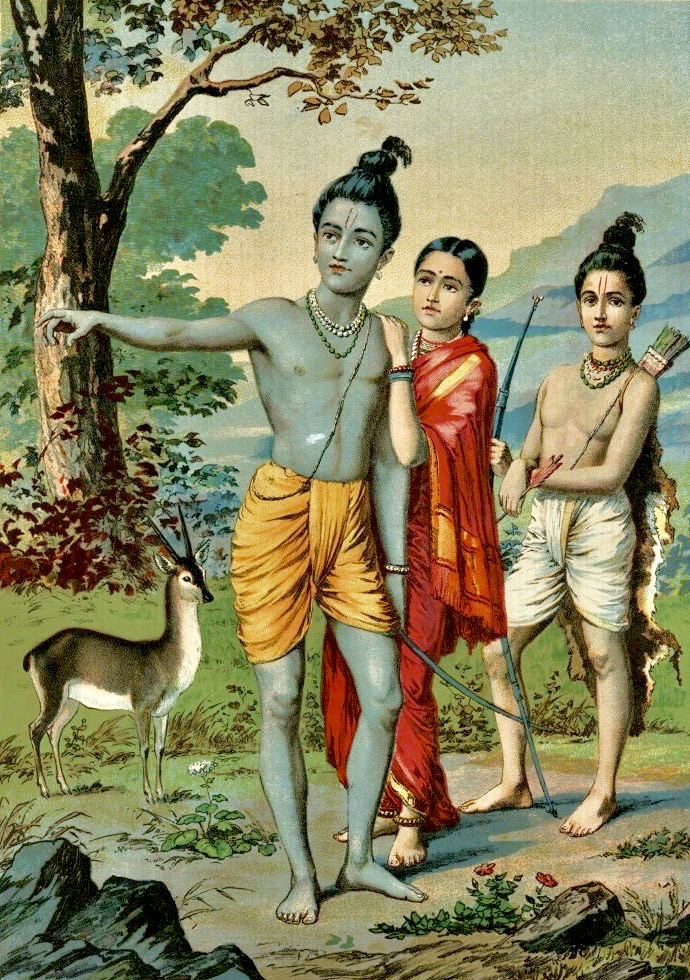
森の中のラーマ一行
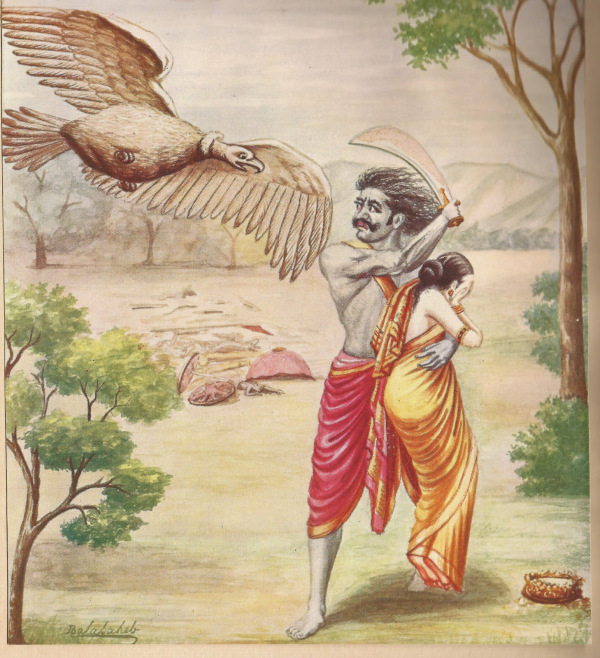
ラーヴァナに誘拐されるシータ
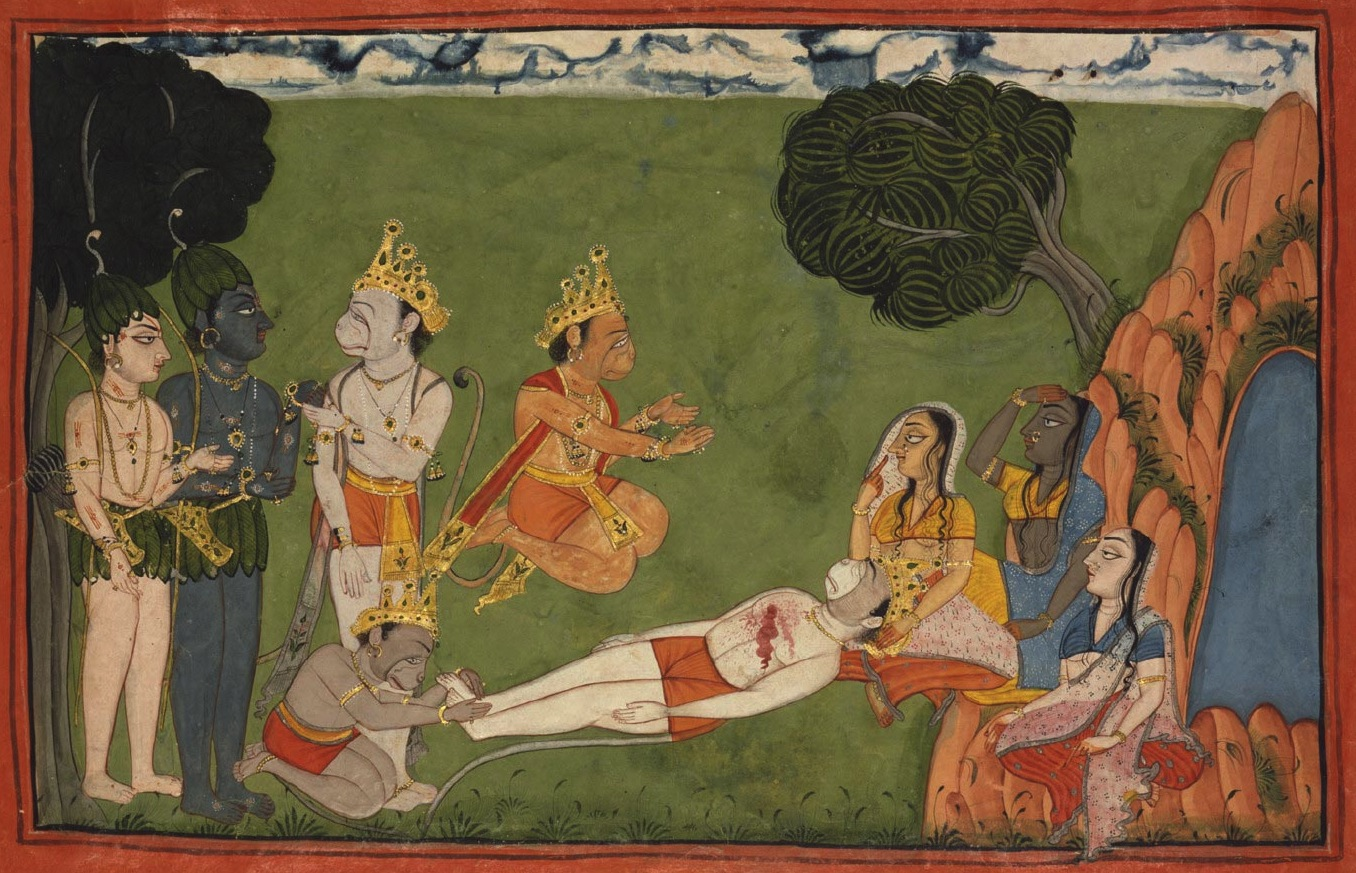
猿王ヴァーリンの死
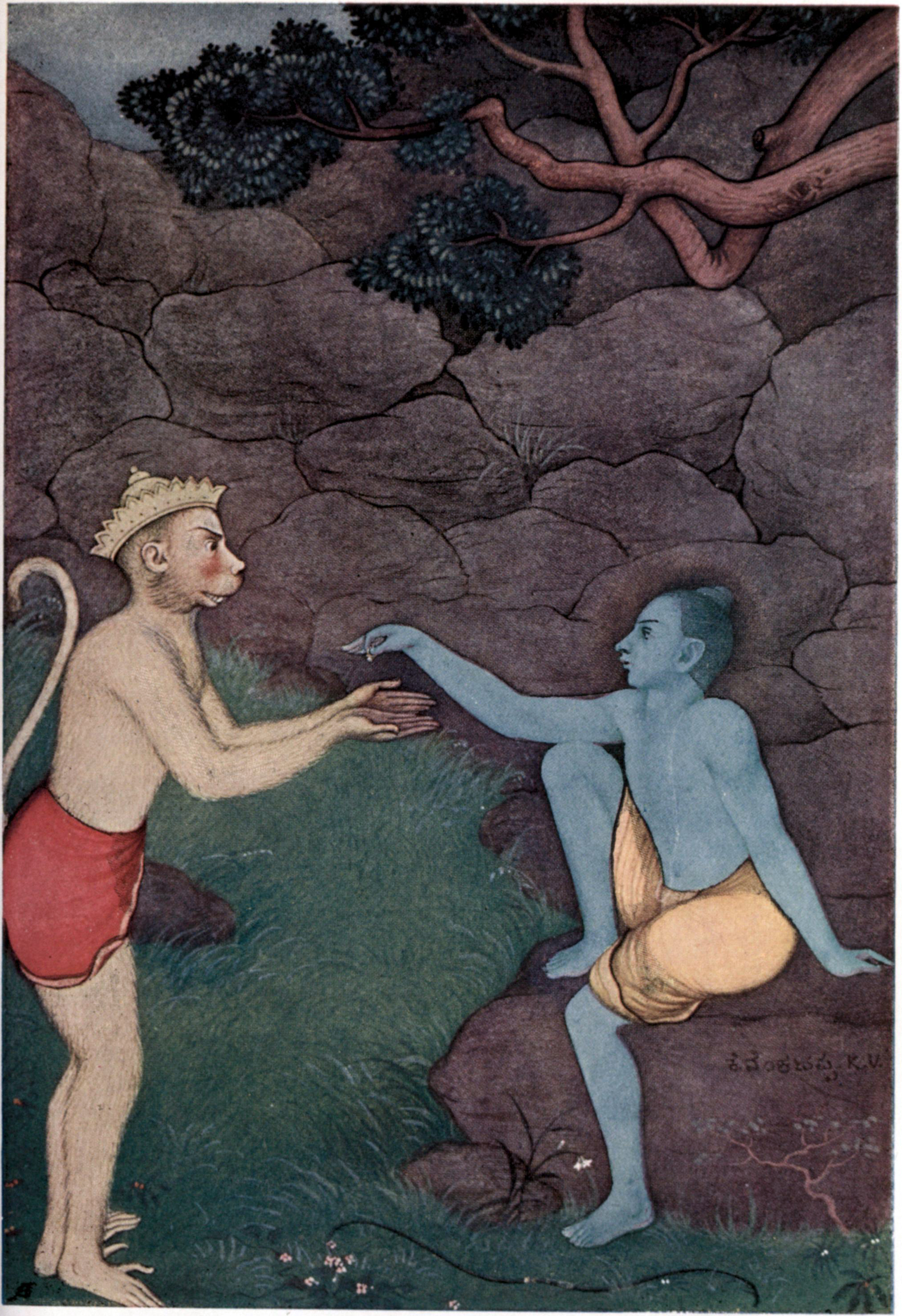
ラーマがハヌマーンに指輪を渡す場面
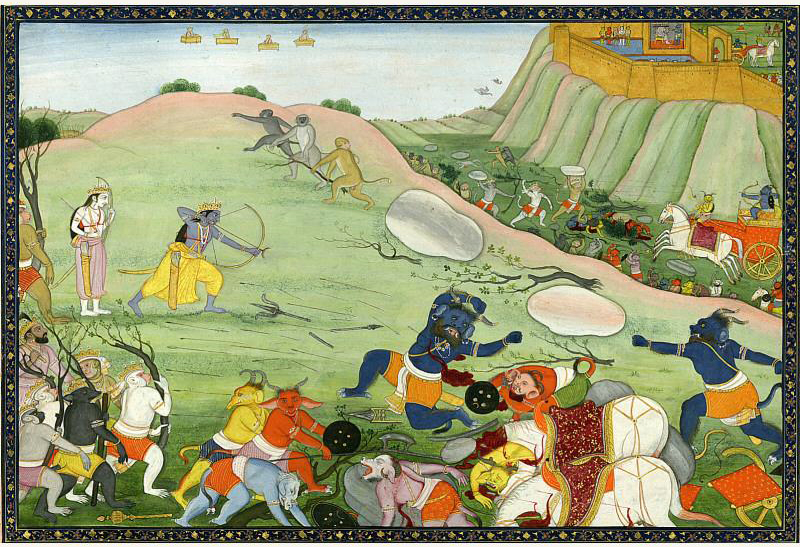
ラーマとラーヴァナの戦い
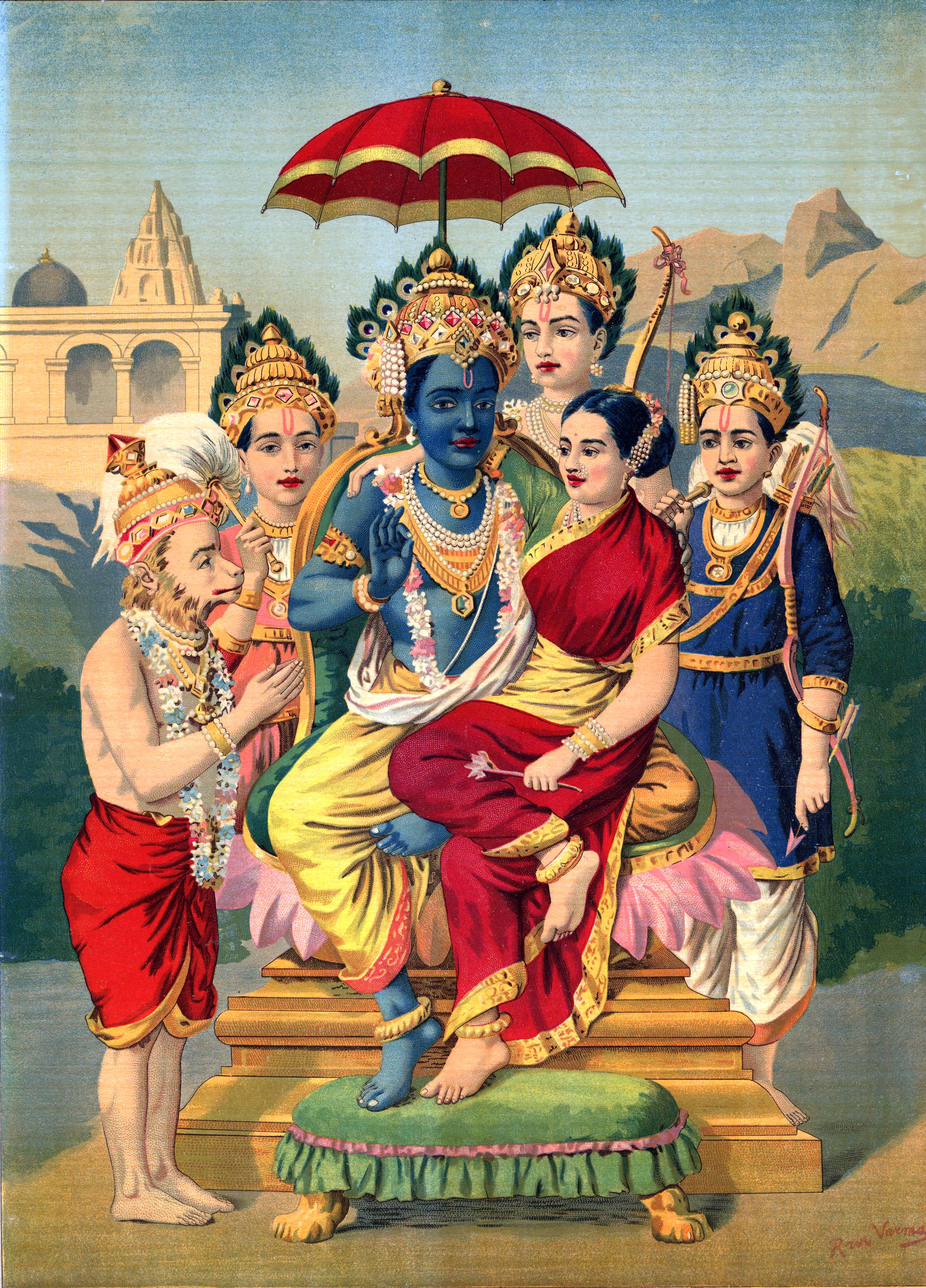
ラーマとシータを囲うハヌマーンと3人の兄弟
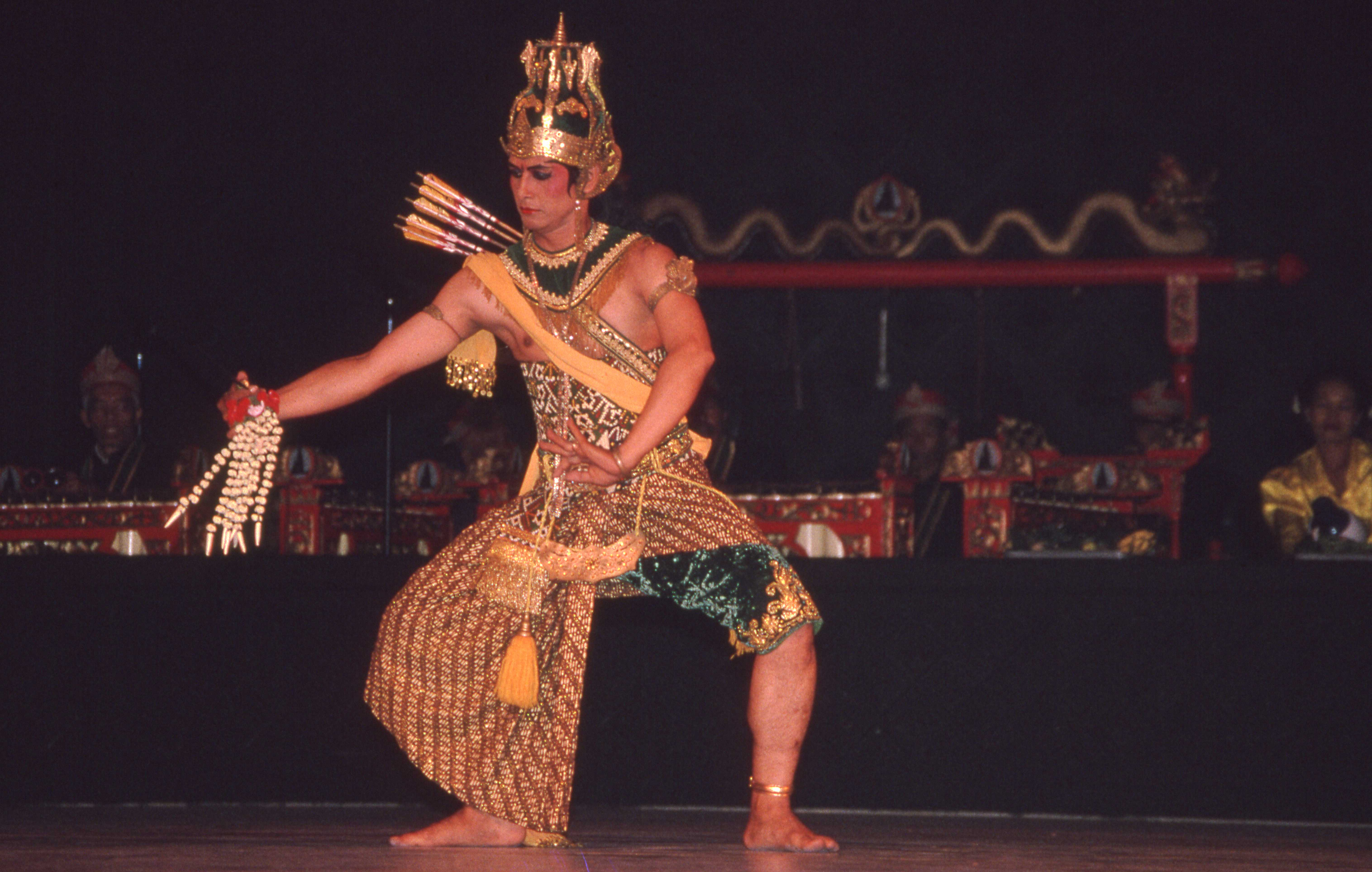
インドネシア・セヌール海岸での演舞